# Instituto Lusitânia Sport Club
Instituto Lusitânia Sport Club é um agremiação esportiva da cidade do Rio de Janeiro, fundada em 1991. Atualmente possui uma parceria com o Vasco da Gama para a disputa de competições estaduais de futebol feminino.

## História
Fundado em 1991, o Instituto Lusitânia disputa, desde 2012, o Campeonato Carioca de Futebol Feminino. Em seu primeiro ano, fez uma parceria com a Liga de Desportos de Nova Iguaçu e, em 2013, firmou uma parceria com o Vasco da Gama para a disputa, onde terminou na terceira colocação. Em julho de 2013, o Lusitânia venceu o Circuito Nacional de Futebol Social representado o Vasco da Gama, na cidade de São Roque, em São Paulo.